# Stephan Seeliger
Pour les articles homonymes, voir Seeliger.
Stephan Seeliger est un altiste allemand.

## Biographie
Stephan Seeliger a suivi des cours de violon à Heidelberg et à Karlsruhe. À Heidelberg, il a été violon solo du Young Symphony Orchestra pendant de nombreuses années. Après des études de droit, il a travaillé comme avocat administratif à l'Autorité fédérale des chemins de fer à Bonn. Par ailleurs, il exerce des activités de musique de chambre prononcées en tant que violoniste et altiste et fait partie de l'ensemble Mel Bonis à partir de 1998.

## Sources
- Étienne Jardin, Mel Bonis (1858-1937) : parcours d'une compositrice de la Belle Époque, 2020 (ISBN 978-2-330-13313-9 et 2-330-13313-8, OCLC 1153996478, lire en ligne)